# Tayloria borneensis
Tayloria borneensis là một loài rêu trong họ Splachnaceae. Loài này được Dixon mô tả khoa học đầu tiên năm 1935.